# Sockel S1
Der Sockel S1 ist ein Prozessorsockel für AMD-Prozessoren der Baureihe Turion 64, Turion 64 X2 und Turion X2.
Mit dem Sockel S1 führte AMD das DDR2-Speicherinterface für Module mit Geschwindigkeiten bis PC2-6400 (DDR2-800-Speicherchips) und die Unterstützung der Virtualisierungstechnik AMD-V ein. Er soll zu einem späteren Zeitpunkt auch DDR3-Speichercontroller unterstützen.
Die Prozessoren für diesen Sockel wurden zunächst im 90-nm-Verfahren produziert, der Verkaufsbeginn von Prozessoren in 65-nm-Technik erfolgte im Frühjahr 2007.
Zudem werden ab Ende 2009 AMD-Prozessoren im 45-nm-Verfahren verkauft, diese werden als Sempron M1xx, Athlon II X2 M3xx, Turion II X2 M5xx und Turion II X2 Ultra vertrieben.
Der Sockel S1 ist der Nachfolger zum Sockel 754 im Mobilbereich.